# Batalha de Talavera de la Reina
A Batalha de Talavera de la Reina foi travada em 3 de setembro de 1936, na Guerra Civil Espanhola. Os republicanos, na tentativa de barrar o caminho para Madrid em Talavera de la Reina, foram derrotados pelo exército profissional dos nacionalistas, com pesadas baixas em ambos os lados.

## Defender Talavera a todo custo
Nos primeiros dias de setembro, depois de um recuo irregular ao longo do Tejo, as milícias do governo estabeleceram em uma forte posição nas colinas acima de Talavera. O governo republicano nomeou o general Riquelme para liderar as tropas, juntamente com o líder comunista Juan Modesto como chefe da milícia. Os republicanos conseguiram reunir abundante artilharia e até mesmo um trem blindado para defender a posição, juntamente com uma massa de 10 mil combatentes.  As tropas nacionalistas chegaram ao Talavera, com cerca de 3.500 homens sob o general Juan Yague.
Na madrugada de 3 de setembro, General Yagüe mandou o coronel Asensio e o major Castejón atacar os flancos dos defensores. As duas colunas logo tomaram a estação de trem e o aeródromo da cidade. Mais uma vez, as milícias republicanas perderam a cabeça, sabendo qual seria o seu destino se fossem cercados e capturados. Muitos soldados abandonaram seus postos e fugiram do campo de batalha em ônibus.
Ao meio-dia Yagüe assaltou a cidade propriamente dita. Embora os republicanos resistiram até a tarde, foi oferecida pouca resistência nas ruas e à noite Talavera tinha sido perdida. O assalto custou aos nacionalistas 1.000 mortos ou feridos. Os republicanos perderam 500 mortos, e 1.000 foram capturados. O mais alarmante, é que perderam a sua última linha de defesa antes de Madrid, que logo seria colocado sob cerco.